# Степаненко, Сергей Анатольевич
Сергей Анатольевич Степаненко (25 января 1981, Ставрополь, СССР) — российский футболист, вратарь.

## Карьера
В качестве вратаря играл в клубах Ставрополья. Некоторое время играл в клубах Казахстана: «Тараз», «Кайрат» (Алма-Ата). С 2009 года по 2010 год выступал за «Ставрополь». В начале 2010 года прибыл на просмотр в «Жетысу», где главным тренером был Ваит Талгаев, с которым Степаненко работал во время игры в «Тереке». В декабре 2011 года покинул команду в статусе свободного агента, но вскоре вернулся и выступал за клуб до 2013 года. В конце карьеры играл в любительских клубах юга России.

## Достижения
- Обладатель Кубка Казахстана(1): 2004
- Серебряный призёр чемпионата Казахстана (1): 2011